# Народна странка Радом за Бољитак
Народна странка Радом за Бољитак је политичка партија која дјелује у Босни и Херцеговини. Основана је 2001. године, а њен тренутни предсједник је Младен Иванковић Лијановић. На Општим изборима у Босни и Херцеговини који су одржани 3. октобра 2010. странка је освојила довољно гласова и имаће посланике у Представничком дому Парламентарне скупштине БиХ и Представничком дому Парламента Федерације БиХ. Сједиште странке је у Сарајеву.

## Циљеви и задаци странке
Према Статуту Народне странке Радом за Бољитак, основни циљеви странке су:
- обликовање савремене демократске и социјалне државе с вишестраначким парламентом и пођелом власти на законодавну, извршну и судску;
- заштита и остваривање слободе и права сваког човјека без обзира на националну, вјерску, политичку, расну, имовинску или било коју другу различитост;
- остварење слободне тржишне привреде и приватног предузетништва, те социјалне политике у складу са западноевропским начелима и стандардима;
- развој економије као темеља за бржу обнову и развој земље у свим њеним сегментима;
- отварање нових радних мјеста односно смањење броја незапослених особа;
- што бржи повратак свих избјеглих и протјераних особа на своја предратна огњишта;
- заустављање негативног тренда исељавања младих и стручних људи из државе;
- стварање услова за здрав живот кроз очување природе и заштиту човјекове околине.